# Socijaldemokrati (Hrvatska)
Socijaldemokrati je socijaldemokratska stranka lijevog centra u Hrvatskoj. Nastala je kao klub zastupnika listopada 2021. godine, odvajanjem visokopozicioniranih članova SDP-a, a kao stranka je osnovana u srpnju 2022. godine i odmah po osnivanju postala najveća oporbena stranka HDZ-u u Desetome sazivu Hrvatskoga sabora.
Predsjednik Socijaldemokrata je Davorko Vidović, bivši sisački gradonačelnik i ministar rada i socijalne skrbi u Vladi Republike Hrvatske. Istaknuo je da u Hrvatskoj postoji potreba za autentičnom i modernom lijevom političkom strankom koja će zastupati stare socijaldemokratske vrijednosti i pretočiti ih u političku borbu. Bivši predsjednik SDP-a Davor Bernardić postao je međunarodnim tajnikom, a bivši zastupnik SDP-a u Saboru Domagoj Hajduković je postao prvim potpredsjednikom Socijaldemokrata.
Socijaldemokrati za program imaju brigu o zdravstvu, obrazovanju, stanovanju i mirovinama, reformu pravosuđa i izbornog sustava, te zaštiti ljudskih prava i socijalnih pravednosti. Tvrde da im nije u cilju opstrukcija i rušenje vlasti HDZ-a, odnosno ići protiv njihovih inicijativa koje idu u korist građana, kao ni destabilizacija vlasti SDP-a u županijama gdje zauzimaju većinu, prelascima i dijeljenjem glasova između ove dvije socijaldemokratske stranke. Socijaldemokrati obećavaju izbjegavati "estradizaciju" politike, a pristupati političke ideje na suvisao način.
Nakon parlamentarnih izbora 2024. godine Socijaldemokrati ostaju bez zastupnika u Saboru.